# Saint-Péran
Saint-Péran (bretonisch Sant-Pêran, Gallo: Saent-Peran) ist eine französische Gemeinde mit 415 Einwohnern (Stand: 1. Januar 2022) im Département Ille-et-Vilaine in der Region Bretagne. Die Gemeinde gehört zum Arrondissement Rennes und zum Kanton Montfort-sur-Meu. Die Einwohner werden Saint-Péranais und Saint-Péranaises genannt.

## Geografie
Saint-Péran liegt etwa 39 Kilometer westlich von Rennes am Wald von Paimpont. An der südlichen Gemeindegrenze verläuft der Fluss Serein. Umgeben wird Saint-Péran von den Nachbargemeinden Iffendic im Norden, Monterfil im Osten, Treffendel im Südosten, Plélan-le-Grand im Süden und Südwesten sowie Paimpont im Westen und Südwesten.

## Bevölkerungsentwicklung
| Jahr                      | 1962 | 1968 | 1975 | 1982 | 1990 | 1999 | 2006 | 2013 | 2020 |
| Einwohner                 | 210  | 209  | 168  | 160  | 169  | 196  | 333  | 382  | 418  |
| Quelle: Cassini und INSEE |      |      |      |      |      |      |      |      |      |

## Sehenswürdigkeiten
- Kirche von Saint-Péran aus dem 17./18. Jahrhundert

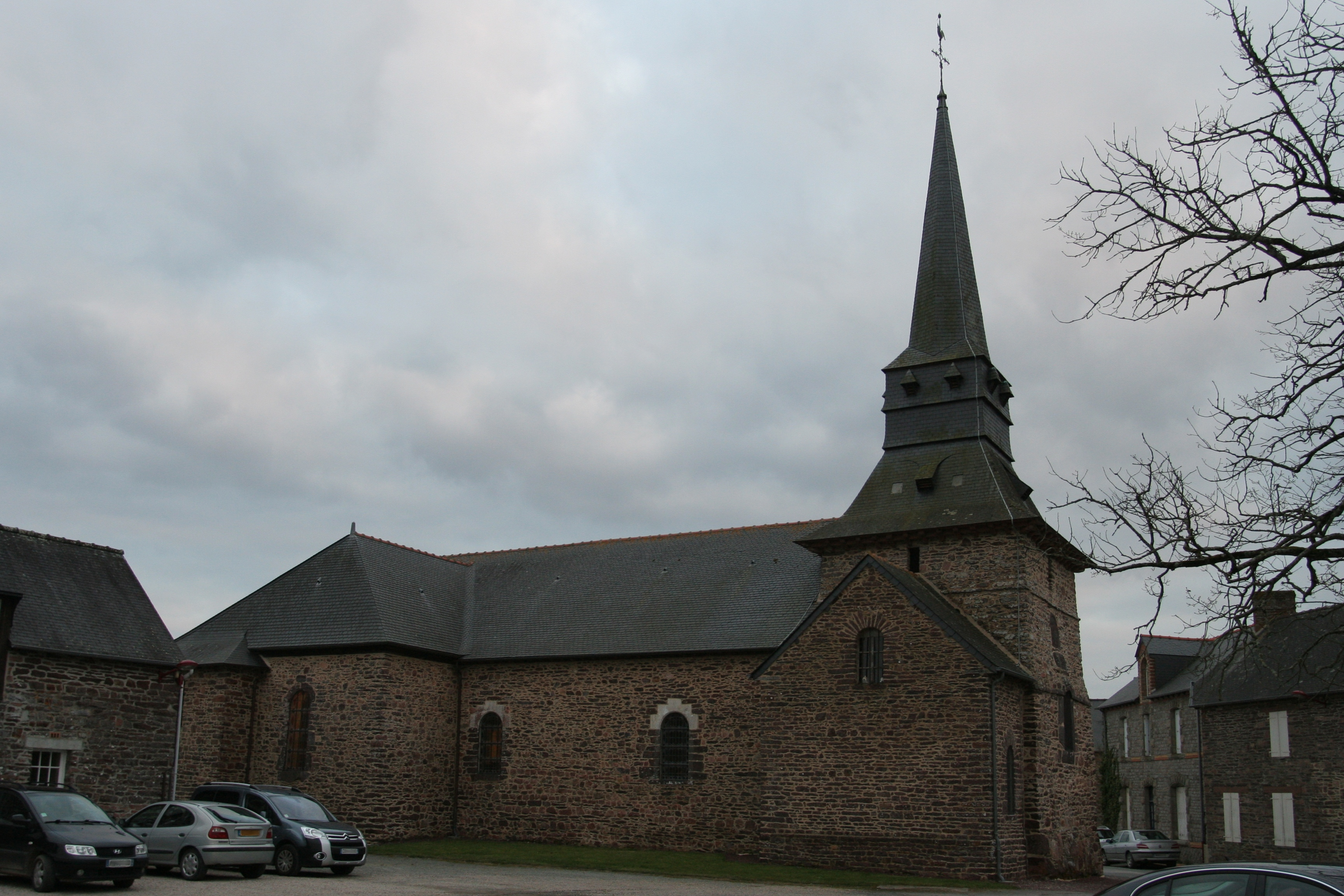
Kirche Saint-Pierre-Saint-Péran

- Wald von Paimpont